# Saint-Symphorien-de-Marmagne
Saint-Symphorien-de-Marmagne is een gemeente in het Franse departement Saône-et-Loire (regio Bourgogne-Franche-Comté) en telt 871 inwoners (2004). De plaats maakt deel uit van het arrondissement Autun.

## Geografie
De oppervlakte van Saint-Symphorien-de-Marmagne bedraagt 36,9 km², de bevolkingsdichtheid is 23,6 inwoners per km².
De onderstaande kaart toont de ligging van Saint-Symphorien-de-Marmagne met de belangrijkste infrastructuur en aangrenzende gemeenten.

## Demografie
Onderstaande figuur toont het verloop van het inwonertal (bron: INSEE-tellingen).